# Miconia silicicola
Miconia silicicola är en tvåhjärtbladig växtart som beskrevs av Henry Allan Gleason. Miconia silicicola ingår i släktet Miconia och familjen Melastomataceae. IUCN kategoriserar arten globalt som nära hotad. Inga underarter finns listade i Catalogue of Life.